# Javier Botet
Javier Botet (* 30. Juli 1977 in Ciudad Real als Javier Botet López) ist ein spanischer Schauspieler.

## Karriere
Javier Botets Filmkarriere begann 2005 in dem Horrorfilm Beneath Still Waters von Regisseur Brian Yuzna. Im Jahr 2007 spielte er in dem Horrorfilm REC die Rolle der Niña Medeiros unter der Regie von Jaume Balagueró und Paco Plaza. In den Fortsetzungen REC 2 (2009) und REC 3: Genesis (2012), das ein Prequel zum ersten Teil ist, sowie REC 4: Apocalypse (2014) stand Javier Botet ebenfalls vor der Kamera. Neben Engagements in Kurzfilmen verkörperte er 2012 die Rolle der Mama im gleichnamigen Horrorfilm Mama, der 2013 in die Kinos kam.
Als er fünf Jahre alt war, wurde bei ihm das Marfan-Syndrom diagnostiziert, eine Krankheit, die den Betroffenen unnatürlich groß werden lässt, mit langen, dünnen Gliedmaßen, Fingern und stark überdehnbaren Gelenken. Auch wenn die Begleiterscheinungen der Krankheit mitunter gefährlich sind – Botet fällt das Atmen schwer – nutzt er seine durch die Krankheit bedingten körperlichen Eigenschaften, um Filmcharaktere wie Mama und Medeiros (REC) zu erschaffen, die er in den Filmen verkörpert.

## Filmografie (Auswahl)
- 2005: Beneath Still Waters
- 2007: REC
- 2009: REC 2
- 2010: Merry Little Christmas (Kurzfilm)
- 2010: Star Love (Kurzfilm)
- 2011: Bonsai (Kurzfilm)
- 2012: REC 3: Genesis (REC 3: Génesis)
- 2013: Mama
- 2013: Die Hexen von Zugarramurdi (Las brujas de Zugarramurdi)
- 2014: REC 4: Apocalypse (REC 4: Apocalipsis)
- 2015: The Revenant – Der Rückkehrer (The Revenant)
- 2016: Conjuring 2 (The Conjuring 2)
- 2016: The Other Side of the Door
- 2017: Alien: Covenant
- 2017: Hostile
- 2017: Die Mumie (The Mummy)
- 2017: Es (It)
- 2018: Insidious: The Last Key
- 2018: Die Pest (La peste, Fernsehserie, drei Episoden)
- 2018: Slender Man
- 2018: Mara
- 2019: Polaroid
- 2019: Game of Thrones (Fernsehserie, Episode 8x03)
- 2019: Scary Stories to Tell in the Dark
- 2019: Es Kapitel 2 (It Chapter Two)
- 2020: His House
- 2023: Die letzte Fahrt der Demeter (The Last Voyage of the Demeter)